# Trattato di Rouen
Il trattato di Rouen è un trattato di alleanza tra il Regno di Francia ed il Regno di Scozia firmato il 26 agosto 1517.
Il trattato prevedeva il rinnovo dell'Auld Alliance in termini di mutua assistenza militare e reciproco aiuto in caso di invasione inglese. Il trattato inoltre pianificava il futuro matrimonio di Giacomo V di Scozia con una figlia di Francesco I di Francia se le circostanze lo avessero consentito. 